# Argentières
Argentières és un municipi francès, situat al departament del Sena i Marne i a la regió d'Illa de França. L'any 2007 tenia 364 habitants.
Forma part del cantó de Nangis, del districte de Melun i de la Comunitat de comunes Brie des Rivières et Châteaux.

## Demografia

### Població
El 2007 la població de fet d'Argentières era de 364 persones. Hi havia 134 famílies, de les quals 16 eren unipersonals (8 homes vivint sols i 8 dones vivint soles), 49 parelles sense fills, 61 parelles amb fills i 8 famílies monoparentals amb fills.
La població ha evolucionat segons el següent gràfic:
Habitants censats

### Habitatges
El 2007 hi havia 138 habitatges, 127 eren l'habitatge principal de la família, 5 eren segones residències i 5 estaven desocupats. 136 eren cases i 1 era un apartament. Dels 127 habitatges principals, 123 estaven ocupats pels seus propietaris, 3 estaven llogats i ocupats pels llogaters i 2 estaven cedits a títol gratuït; 6 tenien dues cambres, 10 en tenien tres, 43 en tenien quatre i 68 en tenien cinc o més. 103 habitatges disposaven pel capbaix d'una plaça de pàrquing. A 41 habitatges hi havia un automòbil i a 84 n'hi havia dos o més.

### Piràmide de població
La piràmide de població per edats i sexe el 2009 era:
| Homes | Edats   | Dones |
| ----- | ------- | ----- |
| 0     | 95 o +  | 0     |
| 4     | 90 a 94 | 0     |
| 4     | 85 a 89 | 4     |
| 4     | 80 a 84 | 4     |
| 4     | 75 a 79 | 8     |
| 0     | 70 a 74 | 0     |
| 8     | 65 a 69 | 0     |
| 0     | 60 a 64 | 8     |
| 12    | 55 a 59 | 12    |
| 16    | 50 a 54 | 16    |
| 20    | 45 a 49 | 8     |
| 8     | 40 a 44 | 20    |
| 28    | 35 a 39 | 24    |
| 4     | 30 a 34 | 8     |
| 8     | 25 a 29 | 8     |
| 4     | 20 a 24 | 4     |
| 16    | 15 a 19 | 28    |
| 16    | 10 a 14 | 0     |
| 8     | 5 a 9   | 24    |
| 16    | 0 a 4   | 8     |

## Economia
El 2007 la població en edat de treballar era de 240 persones, 179 eren actives i 61 eren inactives. De les 179 persones actives 169 estaven ocupades (86 homes i 83 dones) i 11 estaven aturades (4 homes i 7 dones). De les 61 persones inactives 23 estaven jubilades, 22 estaven estudiant i 16 estaven classificades com a «altres inactius».

### Ingressos
El 2009 a Argentières hi havia 133 unitats fiscals que integraven 379,5 persones, la mediana anual d'ingressos fiscals per persona era de 23.418 €.

### Activitats econòmiques
Dels 14 establiments que hi havia el 2007, 1 era d'una empresa de fabricació d'altres productes industrials, 3 d'empreses de construcció, 3 d'empreses de comerç i reparació d'automòbils, 1 d'una empresa financera, 3 d'empreses de serveis i 3 d'empreses classificades com a «altres activitats de serveis».
Dels 3 establiments de servei als particulars que hi havia el 2009, 2 eren paletes i 1 saló de bellesa.

## Poblacions més properes
El següent diagrama mostra les poblacions més properes.